# Atesta carteri
Atesta carteri är en skalbaggsart som beskrevs av Wang 1993. Atesta carteri ingår i släktet Atesta och familjen långhorningar. Inga underarter finns listade.